# Kotouï
La Kotouï (en russe : Котуй) est une rivière longue de 1 409 km, qui coule au nord du krai de Krasnoïarsk, en Sibérie centrale (Russie d'Asie). C'est la branche-source droite du fleuve Khatanga.

## Géographie
Elle prend sa source sur le plateau Poutorana, qui fait partie des plateaux de Sibérie Centrale, qu'elle traverse en coulant d'abord vers le sud-est puis le nord. Après avoir conflué avec la Kheta, elle forme le fleuve Khatanga qui se jette dans la mer de Laptev après avoir parcouru 150 km.
Son bassin a une superficie de 176 000 km2. Son cours comprend de nombreux rapides. La Kotouï est gelée de fin septembre/début octobre à fin mai/début juin. Son principal affluent est la Kotouïkan.

## Galerie

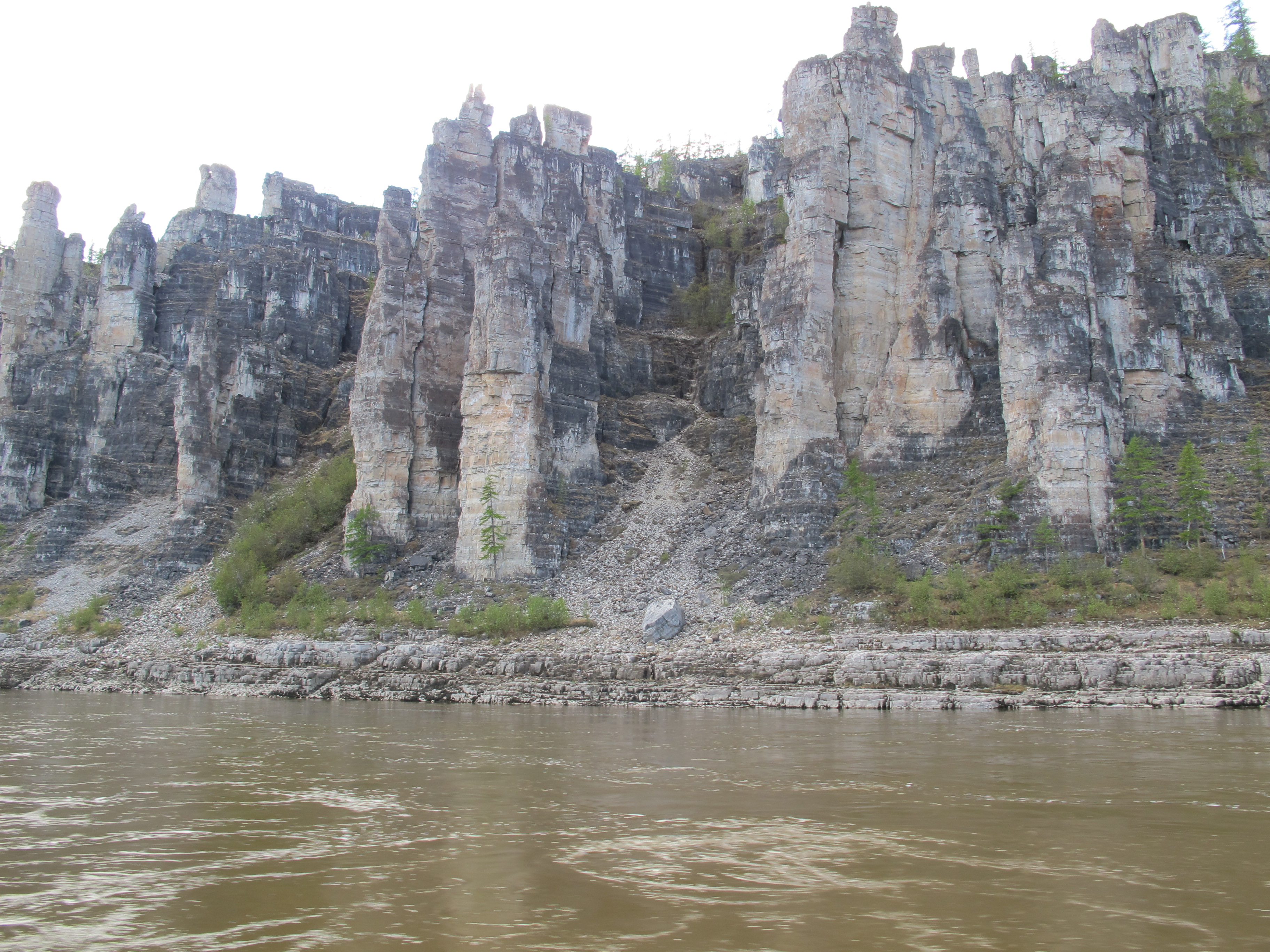
Les falaises de la Kotouï.
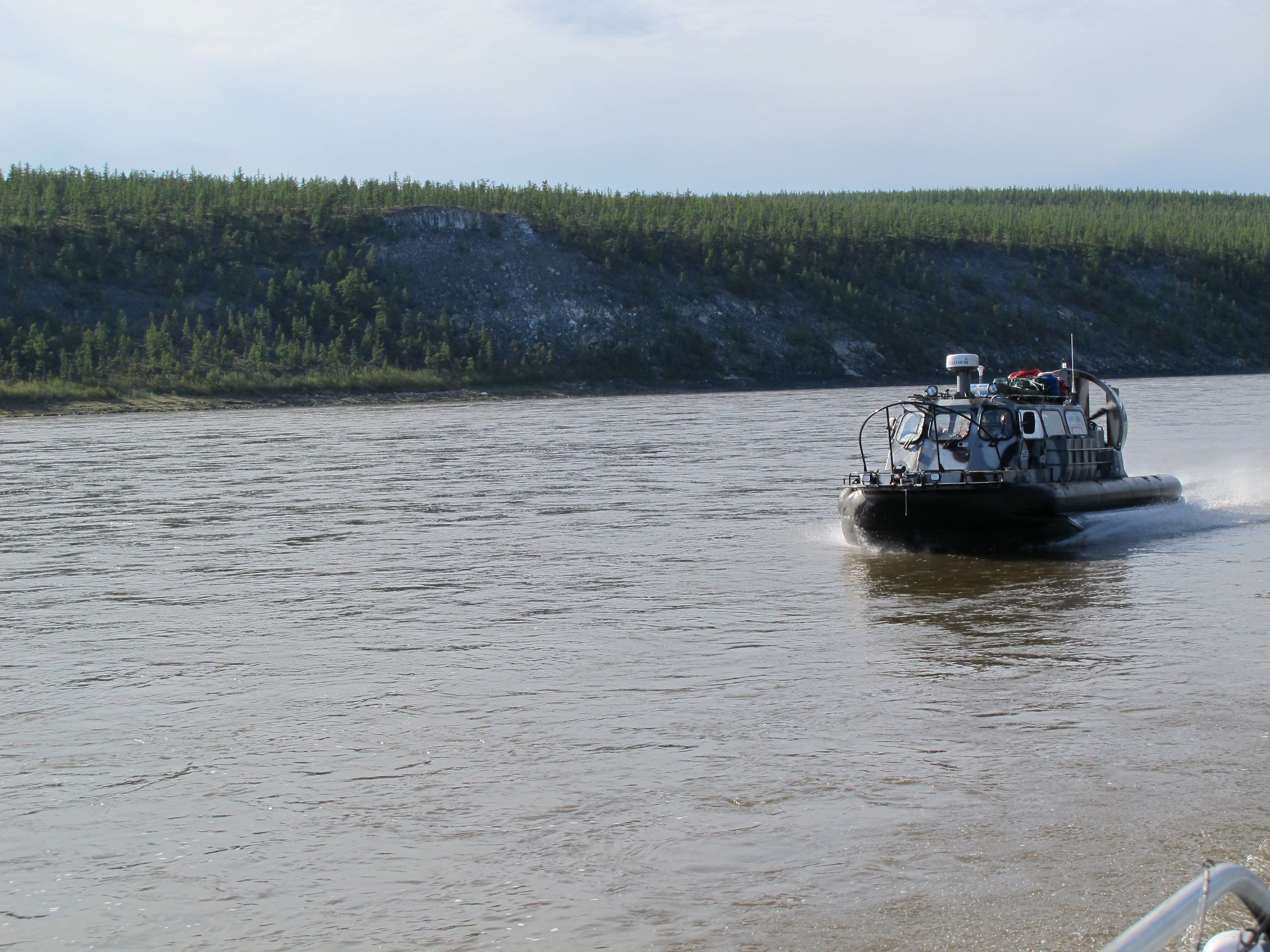
Un aéroglisseur Hivus-10 sur la Kotouï.
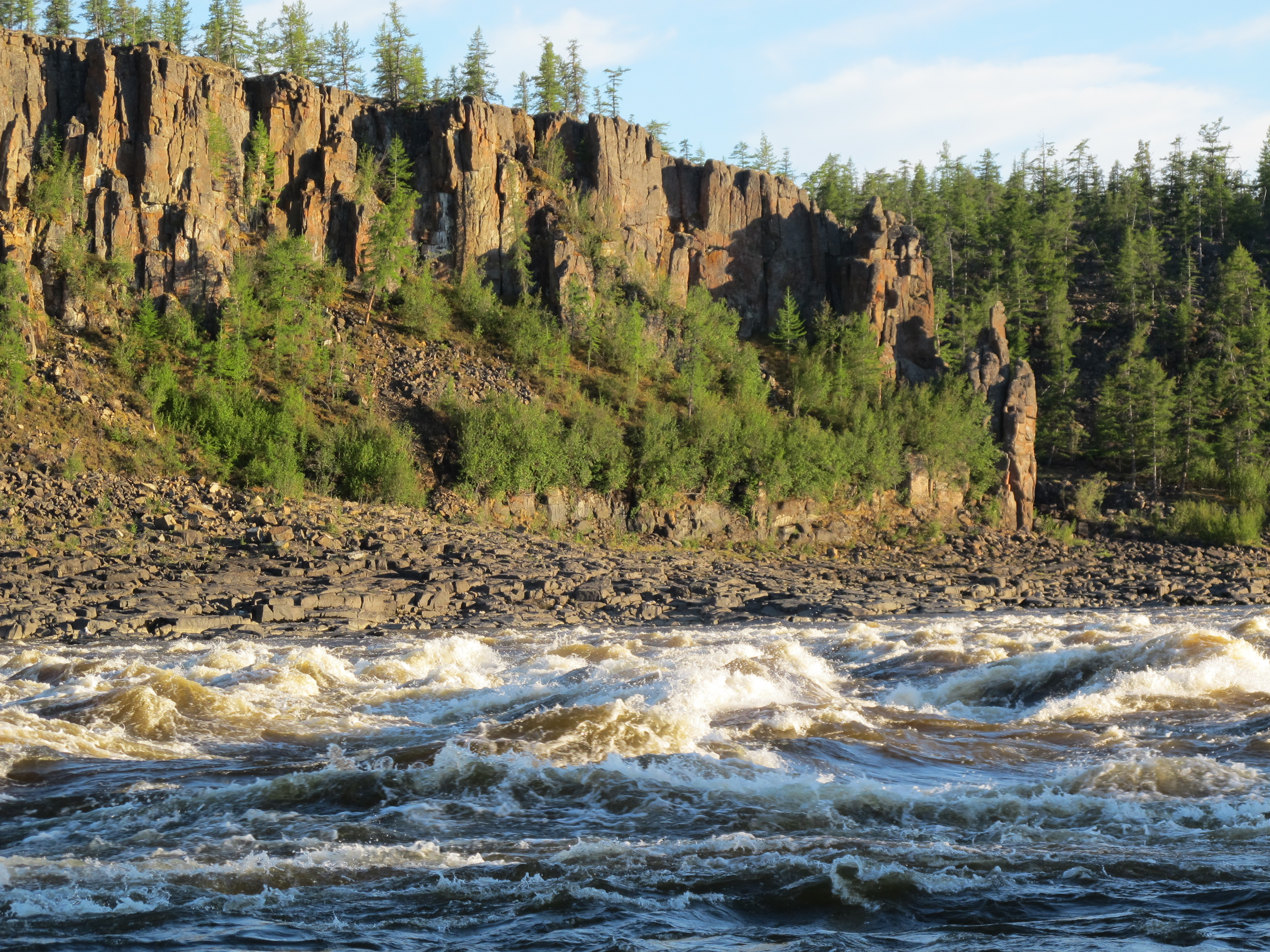
Des seuils sur la Kotouï.